# Park Narodowy Radal Siete Tazas
Park Narodowy Radal Siete Tazas (hiszp. Parque nacional Radal Siete Tazas) – park narodowy w Chile położony w regionie Maule, w prowincji Curicó (gmina Molino). Został utworzony 27 marca 2008 roku na bazie istniejącego od 1996 roku rezerwatu przyrody o tej samej nazwie. Zajmuje obszar 41,38 km².

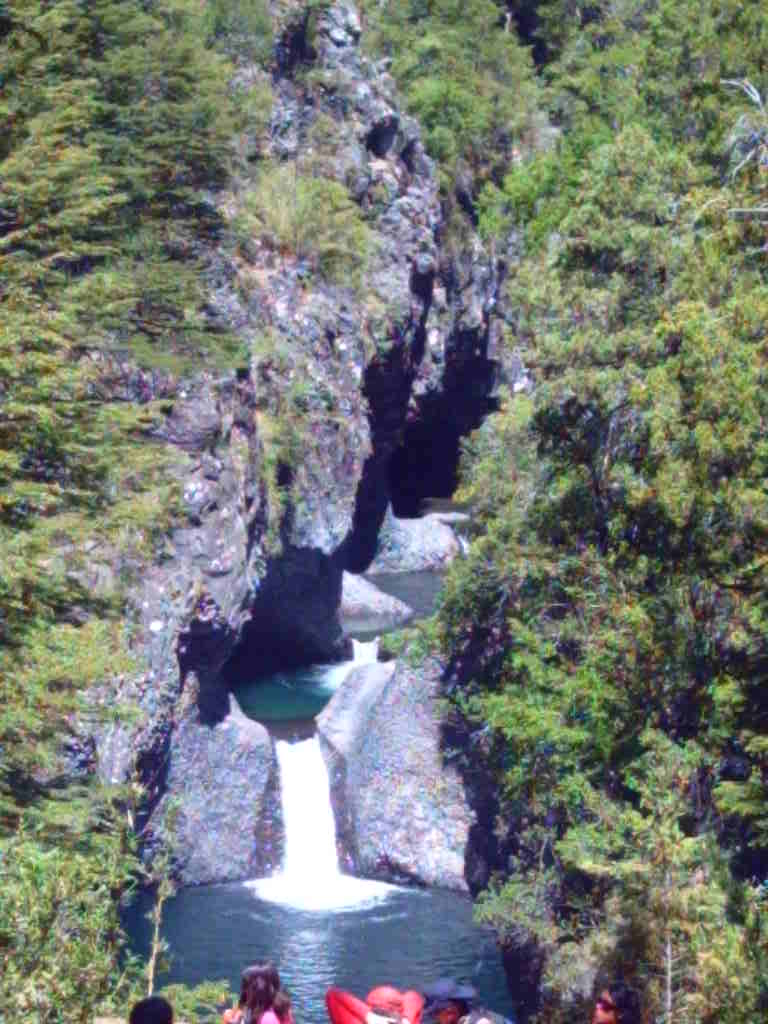
Dolna część wodospadu Siete Tazas

## Opis
Park znajduje się na zachodnich zboczach Andów w pobliżu wulkanu Descabezado Grande. Najwyższe szczyty w parku to El Alto (2025 m n.p.m.), El Frutillar (1679 m), El Fraile (1425 m) i El Cordon de Guamparo (2145 m). Główną rzeką jest Claro, na której tworzą się liczne wodospady. Najsłynniejszy z nich to Siete Tazas od którego park wziął nazwę. Inne większe wodospady to m.in.: La Leona i Velo de la Novia.
Klimat umiarkowany. Średnia roczna temperatura wynosi około +13 °C. Latem może przekraczać +30 °C.

## Flora
Najniżej położoną część parku pokrywają lasy waldiwijskie. Dominują tu drzewa z rodzaju bukan. Jest to północna granica ich występowania. Rosną tu takie gatunki jak m.in.: Nothofagus obliqua, Nothofagus glauca, Nothofagus leonii. Inne drzewa występujące w parku to m.in.: Cryptocarya alba, Austrocedrus chilensis. Wyższe partie gór pokryte są zaroślami z gatunków takich jak m.in.: Alstromeria spathulata, Phycella ignea, Puya chilensism, Maytenus chubutensis, Citronella mucronata, Laretia acaulis, berberys bażynolistny, Chuquiraga oppositifolia, Discaria articulata.

## Fauna
Spośród ssaków na terenie parku żyje m.in.: zagrożony wyginięciem ocelot chilijski, ocelot pampasowy, puma płowa, nibylis andyjski, pudu południowy, gwanako andyjskie, huemal chilijski, grizon mniejszy, kururo niebieskawy, wiskacza górska, skunksowiec andyjski, torbik bambusowy, tłustoogonek wytworny.
Ptaki tu występujące to m.in.: patagonka, krasnogonka krótkodzioba, kaniuk amerykański, kondor wielki, sokół wędrowny, aguja rdzawogrzbieta, kusacz chilijski, dzięcioł magellański.